# Гильом III (граф Макона)
Гильом III де Макон (фр. Guillaume III de Mâcon), известный также как Гильом IV Бургундский (1095 —1155) — граф де Макон с 1102 года (до 1148 года совместно с братом Рено III), граф Осона с 1127 года, граф Вьенна с 1148 года, а также регент графства Бургундии с 1148 года. Сын графа Бургундии Этьена I Храброго и Беатрис, дочери герцога Лотарингии Жерара I.

## Биография
После смерти в крестовом походе своего отца, Гильом вместе с братом Рено III унаследовал родовое графство Макон. В конфликте брата с императорами и Церингенами Гильом придерживался подчёркнутого нейтралитета, что позволило ему избежать репрессий и потери графством реального суверенитета. После смерти Рено III в 1148 году графство унаследовала его малолетняя дочь Беатрис I. Её опекуном и регентом графства стал Гильом III (в Бургундии он носил имя Гильом IV). Он попытался присвоить себе титул графа, заточив свою племянницу, но на защиту её прав выступил император Конрад III, отправивший освободить её герцога Бертольда IV фон Церингена.
После смерти Гильома III в 1155 году Беатрис вышла замуж за нового императора Фридриха Барбароссу, благодаря чему графство Бургундия перешло в дом Гогенштауфенов.

## Брак и семья
Гильом III был женат на Адели (Понсе) де Трав. В этом браке рождены:
- Жеро I (ок. 1125 — 15 сентября 1184), граф Макона и Вьенна
- Этьен II (ок. 1122—1173), граф Осона.